# Wave Race 64
Wave Race 64 (ウエーブレース64, Uēbu Rēsu Rokujūyon) é um jogo de corrida de jet ski desenvolvido pela Nintendo para o console Nintendo 64, lançado em 27 de setembro de 1996 no Japão. Em Wave Race 64 o jogador corre em um jet ski em variadas condições climáticas, em diferentes pistas. O jogo foi patrocinado pela marca Kawasaki Heavy Industries.

## Jogabilidade
O objetivo de cada corrida é derrotar os seus adversários enquanto percorre um trajeto na água costurando por entre as boias posicionadas em lugares estratégicos. Há dois tipos de boias: vermelhas, que são marcadas pela letra R (do inglês Right - direita) e devem ser ultrapassadas pela direita, e amarelas, que são marcadas com um L (do inglês Left - esquerda) e devem ser passadas pela esquerda. Toda vez que o jogador passa pelo lado correto da boia ele acende uma seta de indicação de potência (inglês - Power) e seu jet ski ganha velocidade. Totalizando cinco setas o jogador atinge a potência máxima (inglês - Max Power). Passar pelo lado errado de qualquer boia resultará na perda de potência (a qual pode ser adquirida novamente) e perder cinco boias durante a corrida resultará na desqualificação. Deixar a pista atravessando as boias de delimitação ou deixando completamente a água por mais de cinco segundos também resultará na desqualificação.

### Modos de jogo
- Championship (Campeonato): O jogador deve passar por uma série de pistas e buscar ser o primeiro lugar da corrida. Existem quatro níveis de dificuldade: começando pela Normal, que é seguida de três dificuldade desbloqueáveis: Hard, Expert e Reverse (sendo a ultima similar à dificuldade Expert mas com as pistas no sentido contrário). A dificuldade também influencia no número de pistas do campeonato, sendo elas: seis no Normal, sete no Hard, e oito no Expert/Reverse. Cada pista exige um total de pontos para que o jogador possa passar para a próxima fase. Se a quantidade necessária não for cumprida o jogador será desqualificado e a partida terminada. A posição em que o jogador termina cada corrida determina o tanto de pontos que ele recebe: primeiro lugar recebe 7 pontos, segundo lugar recebe 4 pontos, terceiro lugar recebe 2 pontos, e o quarto lugar 1 ponto. Respectivamente, os jogadores que são desqualificados de uma corrida não recebem pontos.[2][3]

- Warm Up (Aquecimento): Nesse modo, o jogador treina para usar o seu jet ski em uma pista especial chamada Dolphin Park. Na parte inferior da tela uma mensagem indica instruções para controlar o veículo, bem como uma voz narra os mesmos comandos, embora o jogador possa ignorá-la e praticar por conta própria. O jogador também pode começar o modo Championship pelo Dolphin Park se ele decidir. Este modo só pode ser selecionado na dificuldade Normal.[2][3]
- Time Trials (Contrarrelógio): No típico modo contra-o-relógio, o jogador corre sozinho a fim de realizar os melhores tempos, que são registrados nos dados do jogo. Apenas pistas que foram desbloqueadas podem ser jogadas.[2][3]
- Stunt Mode (Modo de acrobacias): Neste modo, o jogador joga a solo, a fim de ganhar pontos através da execução de acrobacias e passando por anéis. Os pontos dependem de quantos aros o jogador atravessa sem perder, bem como a classe da acrobacia realizada, em que condições foi executada, e a frequência em que essa acrobacia em particular foi feita (quanto mais uma única acrobacia é feita com sucesso, a quantidade de pontos atribuídos é reduzida). O jogo mantém o controle das melhores pontuações. Apenas pistas desbloqueadas podem ser jogadas, e a fase do modo Warm Up, Dolphin Park, também está disponível. Os jogadores também são cronometrados nesse modo e só pode atravessar o percurso em uma volta. Checkpoints também foram adicionados para estender o seu tempo. O jogador também será desqualificado se o cronômetro zerar.[2][3]

- 2P VS (2 jogadores - contra): Um modo versus com o segundo jogador. A tela é dividida verticalmente em duas seções por uma linha horizontal. Como nos outros modos, apenas as pistas desbloqueadas podem ser jogadas.[2][3]

O menu de opções (inglês - Options) permite que o jogador verifique o áudio, visualize e apague recordes, e administre dados salvos do jogo em si ou do Controller Pak. Os nomes dos personagens e as condições das corridas (voltas necessárias, condição das ondas, etc.) também podem ser alterados.
Não se sabe porque, mas em Wave Race 64 não há como ver os créditos do grupo que desenvolveu o jogo.
Wave Race 64 é uma seqüência do jogo Wave Race, do Game Boy, lançado em 1992. Em 18 de novembro de 2001 foi lançada a seqüência de Wave Race 64, chamada Wave Race: Blue Storm, para o Nintendo GameCube.